# تی‌آرتی ورزش ستاره
تی‌آرتی ورزش ستاره یا تی‌آرتی اسپور ییلدیز (ترکی استانبولی: TRT Spor Yildiz) یک شبکه تلویزیونی دولتی ترکیه است. این شبکه در تاریخ ۲۱ سپتامبر ۲۰۱۹ افتتاح شد. این شبکه رویدادهای ورزشی را پخش می کند. بازی‌های المپیک تابستانی ۲۰۲۰ به صورت زنده از این شبکه پخش شد.